# Muesebeckisia mandibularis
Muesebeckisia mandibularis is een vliesvleugelig insect uit de familie Pteromalidae. De wetenschappelijke naam is voor het eerst geldig gepubliceerd in 1969 door Hedqvist.